# Kustbevakningen
Kustbevakningen er betegnelsen for Sveriges kystvagt. Kystvagten er en civil myndighed underlagt det svenske Justitiedepartementet. Myndigheden overvåger og kontrollerer skibstrafikken, fiskeriet, beskytter miljøet og hjælper mennesker til søs i det svenske territorialfarvand samt på Mälaren på Vänern. Kystvagtens overordnede opgavekompleks bliver besluttet af riksdagen, imens den mere dybdegående styring foregår fra den svenske regering via Justitsdepartementet.

## Historie
I 1638 bestod Kustbevakningen af to strandriddere. De var stationeret i Kalmar og havde til opgave at forhindre smugleri og vragplyndring. Patruljen foregik til fods eller til hest langs en 25 svenske mil lang rute på Sveriges østkyst. Patruljerne foregik på denne måde i mere end 300 år.
Kystbevogtningen foregik samtidig også med toldkrydsere og mindre fartøjer. På grund af mange ulovligheder og svindel i 1800-tallet blev kystbevogtningen i perioden 1833-1904organiseret som en militær organisation underlagt Tullverket. Kystvagten blev bevæbnet under krigen. I perioden 1905-1922 fandtes to særskilte kystvagtchefer for Skåne-Blekingeog Halland-Gøteborg og Bohusläns distrikt. I de øvrige tolddistrikter blev chefmyndigheden varetaget af toldforvaltere.
I 1900 anskaffedes et dampskib til Haparanda-distriktet, og i 1910 indførte kystvagten motorbåde.
Smuglingen formindskedes under 2. verdenskrig ,og kystvagten fik tilføjet andre ansvarsområder såsom kontrol af trafikken til søs, visitation af fartøjer og personer, kontrol af rejsetilladelser og plombering af radiosendere.
Efter krigen fik kystvagten igen tilføjet nye arbejdsopgaver såsom jagttilsyn, søredning, fiskeriinspektion og kontrol af sikkerhedsbestemmelser om bord på fartøjer i svensk farvand.
I 1971 fik Kustbevakningen ansvaret for at bekæmpe olieforurening til søs, og tre år senere fik man også ansvaret for at bekæmpe kemikalieudslip til søs. I 1978 tilføjedes havfiskeriinspektion, og i 1982 fik kystvagten delvise politibeføjelser til søs samt på Vänern og Mälaren.
Kustbevakningen blev en selvstændig myndighed i 1988.

## Opgaver
Kustbevakningens opgavekompleks omfatter:
- At udføre farvandsovervågning og anden kontrol- og tilsynsvirksomhed samt beskyttelse modhavforurening.
- Samordne de civile behov for farvandsovervågning og information.
- Følge den internationale udvikling indenfor området og deltage i internationalt samarbejde for at udvikle grænsekontrol, kriminalitetsbekæmpelse og miljøbeskyttelse til søs.
- Hastigheds- og alkoholkontrol til søs.

Kustbevakningen har indenfor sit område delvise politirettigheder. Siden 2006 har Kustbevakningen kunnet udskrive bøder i forbindelse med den svenske færdselslovgivning til søs. Til at håndhæve denne lovgivning benyttes blandt andet lasermålere på samme måde, som færdselspolitiet gør på land.
Den 1. juni 2010 indførte man de samme promillegrænseværdier til søs for alkohol i blodet som på vejene. Kustbevakningen har ret til at foretage promilleprøver på stikprøvebasis. Promillegrænsen er 0,2 promille. Loven gælder alle fartøjer, som kan fremføres med mindst 15 knob eller har en skroglængde på mindst 10 meter. Ved mere end 1,0 promille i blodet betegnes forseelsen som grov.
For skibe under ti meters længde og langsommere end 15 knob gælder de samme regler som tidligere. Ved mistanke om spiritussejlads har Kustbevakningen ret til at stoppe og kontrollere, hvorvidt bådføreren er påvirket af alkohol.
Ansatte i Kustbevakningen bærer ligesom politiet også pistol, peberspray, politistav og håndjern. Til forskel fra politiet er Kustbevakningen underlagt en stram våbenlovgivning, som betyder, at pistolen kun kan anvendes ved direkte nødværge.

## Organisation
Sverige er inddelt i to kystvagtregioner:
- Nordøst, KRNO (Stockholm, Hammarby Sjöstad)
- Sydvest, KRSV (Gøteborg, Käringberget)

Hovedkvarteret i Karlskrona har den overordnede operative føring af kystvagten.
Lokalt er der oprettet 26 kystvagtstationer samt en lufthavn. Antallet af ansatte i hele landet udgør cirka 800 personer.

## Fartøjer
Kustbevakningen havde i sommeren 2010 følgende fartøjer over 15 meter:
- 21 patruljefartøjer
- 9 miljøskibe
- 5 kombinationsfartøjer
- 3 Luftpudefartøjer af typen Griffon 2000TD

Derudover råder kystvagten over flere hundrede mindre fartøjer og både samt vandscootere til overvågning og adgang til andre fartøjer.
For at møde Riksdagens øgede krav om at kunne bugsere nødstedte fartøjer, tømme fartøjer for last og brandbekæmpelse til søs har Kustbevakningen anskaffet tre nye kombinationsfartøjer, KBV 001,KBV 002 og KBV 003. Fartøjernes trækkraft er 100 ton, hvilket er nok til at kunne holde et tankskib på 150.000 ton i en storm. Fartøjerne har desuden kapacitet til at opsuge olie og opbevare den om bord. Fartøjerne har hjemhavne i henholdsvis Gøteborg, Karlskrona og Slite.
Efter behov deltager Kustbevakningen i SAR og har på visse enheder installeret udstyr til pejling og lokalisering af EPIRB-signaler (Emergency Position Indication Radio Beacon, radiofyr til lokalisering af nødstedte). Under SAR er skibene underlagt den svenske JRCC (Joint Rescue Coordination Centre) i Gøteborg.

## Kystvagtens fly
Kustbevakningen råder over tre fly af typen Dash 8-300 MSA. Flygruppens opgaver er primært:
- Livredning
- Miljøovervågning
- Fiskerikontrol
- Farvandsovervågning
- Grænsekontrol
- Samarbejde med nationale og internationale partnere

Flyene patruljerer regelmæssigt den svenske kyst. Kystvagtens fly har også deltaget i internationale operationer, blandt andet operation Atalanta, som indebar farvandsovervågning ud for Afrikas horn.

## Generaldirektører
- 1988 - 1996: Leif Sjöström
- 1996 - 2005: Marie Hafström
- 2005 - 2008: Christina Salomonson
- 2008 - i dag: Judith Melin

## Rangstruktur
Kystvagten er opdelt i en hierarkisk orden:
| Grad                                                   | Stilling | Noter                                                                      |
| ------------------------------------------------------ | --- | -------------------------------------------------------------------------- |
| Generaldirektör (Generaldirektør)                      | myndighedschef |                                                                            |
| Overdirektör (Overdirektør)                            | Myndighedschefens stedfortræder |                                                                            |
| Kustbevakningsdirektör (Kystvagtsdirektør)             | Regionchef Chef for Kustbevakningsflyet Chef for redningstjensteafdelingen Chef for farvandsovervågningsafdelingen Chef for teknisk afdeling |                                                                            |
| Kustbevakningsöverinspektör (Kystvagtsoverinspektør)   | Stabschef Stedfortrædende afdelingschef |                                                                            |
| Förste kustbevakningsinspektör (1. kystvagtsinspektør) | Stationschef Befälhavare Handläggare | Også visse befalingsmænd og sagsbehandlere med mere end tre års ansættelse |
| Kustbevakningsinspektör (Kystvagtsinspektør)           | Befalinsmand Styrmand Maskinchef Første maskinist Regionsinspektør sagsbehandlere                                                            |                                                                            |
| Kustbevakningsassistent (Kystvagtsassistent)           | Kystvagt | Efter gennemført uddannelse                                                |
| Kustuppsyningsman (Kystopsynsmand)                     | Kystvagt under uddannelse | Under den praktiske del af uddannelsen                                     |
| Kustbevakningsaspirant (Kystvagtsaspirant)             | Kystvagt under uddannelse | Under den teoretiske del af uddannelsen                                    |